# 北村紗衣
北村 紗衣（きたむら さえ、1983年〈昭和58年〉4月12日 - ）は、日本のイギリス文学者、批評家。キングス・カレッジ・ロンドンPh.D。シェイクスピアや舞台芸術史、フェミニスト批評を専門に扱う。ウィキペディアの執筆者・編集者（ウィキペディアン）としても2010年から活動し、「英日翻訳ウィキペディアン養成プロジェクト」といった大学の授業での編集指導を行ってきたほか、ジェンダーやGLAM分野に関連したWikipediaイベントの企画・実施などにも携わっている。武蔵大学人文学部英語英米文化学科講師、准教授を経て、2023年現在同大学教授。表象文化論学会では理事や企画委員長を歴任。著書に『シェイクスピア劇を楽しんだ女性たち』や『お砂糖とスパイスと爆発的な何か』、『批評の教室』などがあり、共感覚でも編著がある。

## 来歴

### 生い立ち
1983年に北海道士別市で生まれる。父親の北村浩史は道北日報社長を務めた。祖父に文学批評家で道北日報社元社長の北村順次郎がいる。中学生の頃にレオナルド・ディカプリオ主演の『ロミオ+ジュリエット』の映画を見て、シェイクスピア作品に興味を持つ。
北海道旭川東高等学校へ進学し、部活扱いの図書委員で3年間活動した。高校生の時に親戚が残した蔵書の『第二の性』を読むことに挑戦し、『嵐が丘』を読んで翻訳者の評に疑問を持ったと述懐している。2001年に北海道新聞社の第39回有島青少年文芸賞作品集に「Drive my car crazy」が掲載されている。

### シェイクスピア研究
高校を卒業後に東京大学へ進学し、学部時代は留学を目指してアルバイトをしていたという。2006年3月に東京大学教養学部超域文化科学科表象文化論を卒業し、2008年3月に東京大学大学院総合文化研究科超域文化科学専攻表象文化論修士課程を修了。修士（学術）の学位を取得。この間、河合祥一郎と高田康成から指導を受け、修士課程で『アントニーとクレオパトラ』を研究対象とする。大学院時代の友人に森山至貴がいる。
2008年4月に日本学術振興会特別研究員 (DC1) として同博士課程へ進学し、「エリザベス朝及びジェームズ朝の悲劇における女性の表象」を研究テーマとした。伝統的なクレオパトラ文学におけるシェイクスピア作品の位置付けを探り、月経や妊娠がルネサンス時代のイギリスで如何に表現されていたか調査した。また、クィア批評の観点から蜷川幸雄演出の『お気に召すまま』についても掘り下げた。
2009年10月に特別研究員を辞退して東京大学大学院を休学し、渡英してキングス・カレッジ・ロンドン英文学科博士課程に入学する。東京大学大学院は2012年9月に退学した。ジェンダーとシェイクスピアの受容について研究を深め、2013年4月に同カレッジへ博士論文を提出して帰国。2013年10月にキングズ・カレッジ・ロンドンでPh.D.（博士号）を取得した。日本に帰国後は雄松堂書店古書事業部に契約社員として勤務しつつ、慶應義塾大学文学部や東京大学教養学部で非常勤講師を担当する。

### 武蔵大学講師・准教授時代
2014年、武蔵大学人文学部英語英米文化学科の専任講師に着任。同年、SNSを活用してシェイクスピア作品の受容調査を実施。2015年10月からWebマガジン『messy』で連載を持つようになり（後に掲載メディアは『wezzy』に移行）、2016年に北村が編集を務めた共感覚に関する書籍が出版された。一方でウィキペディアで活動し、それを活用した授業も展開した（節「#ウィキペディアでの活動」も参照）。
2017年に武蔵大学人文学部英語英米文化学科准教授に就任。2018年に早稲田大学エクステンションセンターで講座「あなたがまだ知らないかもしれないシェイクスピア」の講師を務め、朝日新聞のシェイクスピアに関する連載にも協力。2017年3月に単著『シェイクスピア劇を楽しんだ女性たち ―近世の観劇と読書―』が刊行され、同著は翌2019年に表象文化論学会の学会賞や、奈良女子大学アジア・ジェンダー文化学研究センター主催の女性史学賞も受賞した。
2019年に『messy』や『wezzy』での連載記事をもとに、『お砂糖とスパイスと爆発的な何か ― 不真面目な批評家によるフェミニスト批評入門 ―』を出版。同書でフェミニスト批評の観点から『アナと雪の女王』や『ファイト・クラブ』、『バニシング・ポイント』を批評し、バーレスクについても論じた。2019年に「近世イングランド演劇の上演史における「男性美」観の変遷」で科研費に採択され、2020年に第四波フェミニズムについて整理した論考を『現代思想』に発表した。
2021年9月に新書で『批評の教室 ― チョウのように読み、ハチのように書く ―』を出版。これは発売後4か月で4刷を数え、2022年1月時点で5万部を超えた。SNSで誰でも情報発信が可能になっており、批評をする上で基礎を学びたい情勢に合致したヒットと分析されている。

### 武蔵大学教授時代
2023年4月現在、武蔵大学人文学部英語英米文化学科教授。大学院人文科学研究科では欧米文化専攻を担当し、科研費では基盤(C)で「近世イングランドにおける女性とパブリックスピーキング」のテーマが採択されている。同年6月にはカルチャーエッセイ集『英語の路地裏 ― オアシスからクイーン、シェイクスピアまで歩く ―』を出版。
2024年4月から1年間、アイルランドのトリニティ・カレッジ・ダブリンにサバティカルで滞在した。同カレッジ図書館では、ウィキメディアン・イン・レジデンスを務め、現地の図書館員やインターンへのWikipedia編集指導、アイルランド関連の記事の執筆・翻訳、ウィキデータやウィキメディア・コモンズへの資料提供、エディタソンの開催など、ウィキメディア・プロジェクトの普及活動を行った。

## 人物
2019年のインタビューでは年に260冊ほどの読書をこなし、年に100回映画館へ、年に100本の舞台を見に行くと語っている。生きた英語教育として文学の重要性を説き、大学のゼミでは演出家視点で作品を分析してもらうことがある。SNSでどのようにシェイクスピア作品が受容されているかを研究した。「時代の試練を生き延びた古典的な芝居には、過去のことを描いているようでいて実は現在に通じるところがある」と指摘し、シェイクスピア作品のビジネスとしての側面に分析を加えた。
大学院では女性がどのようにシェイクスピア作品を受容してきたかについて研究を進め、イギリスやニュージーランドで800冊に及ぶ16世紀から18世紀のシェイクスピア文献を調査し、書き込みや手紙の分析を行った。北村はキングス・カレッジ・ロンドン時代にニュージーランドオークランド市立図書館でシェイクスピア全集のサード・フォリオを調査し、当時の所有者の手紙を発見した。

## ウィキペディアでの活動

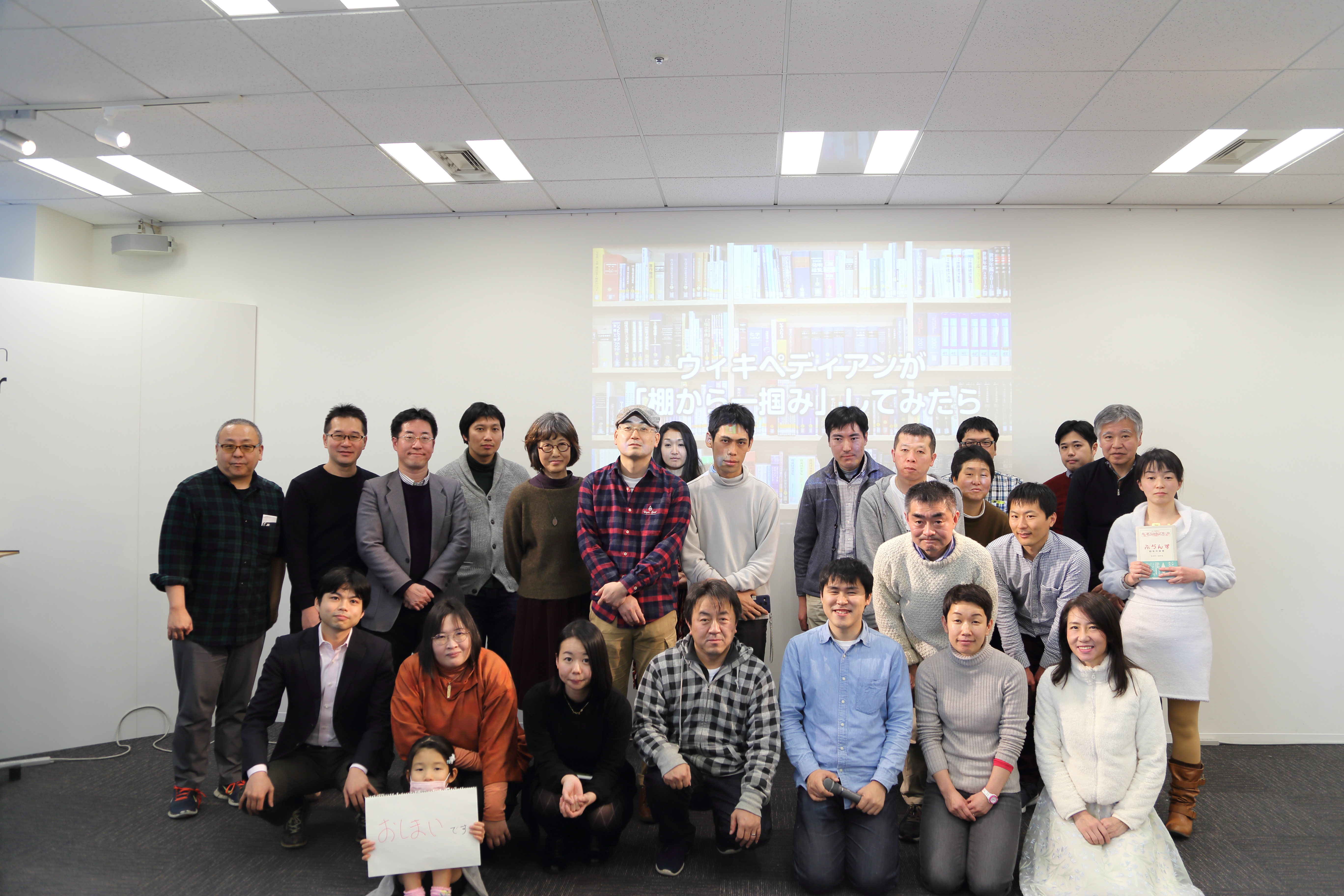
ウィキペディアンが「棚から一掴み」してみたら（2019年1月）。

北村は2010年から利用者名「さえぼー」でウィキペディアに参加し編集者としての活動を始め、自身の授業で「英日翻訳ウィキペディアン養成プロジェクト」を毎年手掛けている。日本科学史学会大会ではウィキペディア編集に関するパネルディスカッションを企画。2019年9月28日に山田晴通が実行委員として開催した「大学におけるウィキペディアの利活用と課題」では、渡邊智暁らとともに登壇した。
アート+フェミニズムでも講師を務めるなど、エディタソン活動も展開。ラジオやテレビでウィキペディアンとして出演する。「マツコの知らない世界」にも出演した（「#出演」節も参照）。池袋暴走事故に伴うウィキペディア上の編集合戦では『朝日新聞』の取材に答え、ウィキペディア日本語版はプライバシーの基準が厳しく訴訟リスクを重視していると指摘した。代表的な記事に、珍項目に選ばれた「『オブ・ザ・デッド』で終わる作品の一覧」、良質な記事と珍項目の両方に選ばれた「○△□ (絵画)」などがある。
女性の編集者が少ないこと、女性に関する記事が少ないことについて問題提起し、2019年に日本で初めて開かれた「ウィキギャップ」にも協力した。2020年の情報科学技術協会の会誌への寄稿や、2021年3月22日の『毎日新聞』のインタビュー記事において、英語版ウィキペディアでキュリー夫人の単独記事がなかなかできなかったことなどの事例を紹介し、女性記事では特筆性が厳しく見られていると述べている。

## 受賞歴
- 2001年 - 第39回有島青少年文芸賞[注 2]（北海道新聞社）- 受賞作「Drive my car crazy」[40]
- 2019年6月 - 第10回表象文化論学会賞 学会賞（表象文化論学会）- 受賞作『シェイクスピア劇を楽しんだ女性たち』[13]
- 2019年11月 - 第14回女性史学賞（奈良女子大学アジア・ジェンダー文化学研究センター）- 受賞作『シェイクスピア劇を楽しんだ女性たち』[14][15]
- 2019年12月 - 紀伊國屋じんぶん大賞2020・第4位（紀伊國屋書店） - 受賞作『お砂糖とスパイスと爆発的な何か』[16][注 8]
- 2022年2月 - 新書大賞2022・第11位入選（中央公論新社） - 受賞作『批評の教室』[92]
- 2024年12月 - UKウィキメディアン・オブ・ザ・イヤー オナラブル・メンション[93][21]。

## 著書

### 単著
（主著）
- 『シェイクスピア劇を楽しんだ女性たち ― 近世の観劇と読書 ―』白水社、2018年、ISBN 978-4-560-09600-0。
- 『お砂糖とスパイスと爆発的な何か ― 不真面目な批評家によるフェミニスト批評入門 ―』書肆侃侃房、2019年、ISBN 978-4-863-85365-2。
→ 文庫化。『〈増補〉お砂糖とスパイスと爆発的な何か：不真面目な批評家によるフェミニスト批評入門』筑摩書房〈ちくま文庫〉、2025年2月、ISBN 978-4-480-44008-2。
- 『不真面目な批評家、文学・文化の英語をマジメに語る ―シェイクスピアはなぜ「儲かる」のか？―』アルク〈EJ新書〉、2020年4月、Kindle版、ASIN B086DS9WSF。
- 『不真面目な批評家、文学・文化の英語をマジメに語る 2 ― シェイクスピア、クイーン、SHERLOCK etc. 古典から最新エンタメまで！―』アルク〈EJ新書〉、2020年10月、Kindle版、ASIN B08HH1TQLJ。
- 『批評の教室―チョウのように読み、ハチのように書く』筑摩書房〈ちくま新書〉、2021年9月7日。ISBN 978-4480074256。
- 『お嬢さんと嘘と男たちのデス・ロード―ジェンダー・フェミニズム批評入門』文藝春秋、2022年6月29日。ISBN 978-4163915609。
- 『英語の路地裏―オアシスからクイーン、シェイクスピアまで歩く』アルク、2023年6月21日。ISBN 978-4757440173。
- 『女の子が死にたくなる前に見ておくべきサバイバルのためのガールズ洋画100選』書肆侃侃房、2024年11月12日。ISBN 978-4863856417。

（翻訳）
- キャトリン・モラン『女になる方法 ― ロックンロールな13歳のフェミニスト成長記 ―』青土社、2018年、ISBN 978-4-791-77083-0。[注 9]

### 共編著
（編著）
- 『共感覚から見えるもの ―アートと科学を彩る五感の世界―』勉誠出版、2016年5月、ISBN 978-4585210337。
- 『人文学のレッスン ― 文学・芸術・歴史 ―』小森謙一郎・戸塚学・北村紗衣 共編、水声社、2022年2月、ISBN 978-4801006058。[注 10]
- 『シンデレラの末永く幸せな変身』北村紗衣・小森謙一郎・嶋内博愛・戸塚学 共編、水声社、2025年3月、ISBN 978-4-8010-0851-9

（分担執筆）
- 「悲劇」「問題劇」『シェイクスピア・ハンドブック』三省堂、2010年、74-106頁、138-145頁、ISBN 978-4385410647。
- "Queens, Girls and Freaks: Men in Women’s Clothes and Female Audiences in Japanese Cross-Dressing Productions of As You Like It and Hedwig and the Angry Inch". Queer Crossings, Theories, Bodies, Texts, Mimesis International (2012), pp.161-178, ISBN 978-8857509396。
- 「キャトリン・モラン『女になる方法』書評」『いま、世界で読まれている105冊』テン・ブックス、2013年、108-109頁、ISBN 978-4886960306。
- 「音楽の錬金術師、氷の国のうたびとビョーク」小澤実ほか編著『アイスランド・グリーンランド・北極を知るための65章』明石書店〈エリア・スタディーズ〉、2016年、259-263頁、ISBN 978-4750343082。
- "The Good, the Bad and the Beautiful: Women Writers’ Difficult Relationships with the ‘Bad Woman’ Character in Antony and Cleopatra". Lilith Rising: Perspectives on Evil and the Feminine, Inter-Disciplinary Press (2016), ISBN 978-1848883864。
- "The Curious Incident of Shakespeare Fans in NTLive: Public Screenings and Fan Culture in Japan". Pascale Aebischer, Susanne Greenhalgh, Laurie Osborne, ed. Shakespeare and the 'Live' Theatre Broadcast Experience Bloomsbury Arden. (2018), pp.177-184, ISBN 978-1350030466。
- 「フランセス・イェイツ『世界劇場』」ヒロ・ヒライ編『ルネサンス・バロックのブックガイド ― 印刷革命から魔術・錬金術までの知のコスモス』工作舎、2019年2月、ISBN 978-4875025030
- 「地球人には家族は手に負えないークィアSFとしての『美しい星』」『彼女たちの三島由紀夫』中央公論新社、2020年、48-50頁、ISBN 9784120053474。
- 「うぬぼれ屋さん、この文章もたぶん自分のことだと思ってるんでしょ？」『反「女性差別カルチャー」読本』gasi editorial（発売：タバブックス）、2022年5月、16-19頁、全国書誌番号:23722710。
- 「嫌われものを授業に取り込む」崎山直樹ほか編『現場の大学論 : 大学改革を超えて未来を拓くために』ナカニシヤ出版、2022年7月、165-176頁、ISBN 978-4779515453。
- 「ゲームとジェンダー、ポリティカル・コレクトネス」青山学院大学知財と社会問題研究所編『知的財産で社会を変える : SSP-IPの挑戦』同友館、2022年12月、16-93頁、ISBN 978-4496056352。
- 「ソーシャルメディア」『ジェンダー事典』丸善出版、2024年2月、572-573頁、ISBN 978-4621308875。
- 「眠れない登場人物、眠りすぎの登場人物―シェイクスピア劇における睡眠の演劇的効果―」豊田由貴夫ほか編『睡眠文化論』淡交社、2025年2月、ISBN 978-4473046581。
- 「研究成果をもっとウィキペディアに！―学会、図書館、博物館との連携―」菊池信彦編著『人文学を社会に開くには。：パブリックヒューマニティーズから考え・行動する』文学通信、2025年3月、ISBN 978-4-86766-086-7。

（翻訳）
- 「科学、技術と文学」『科学・技術・倫理百科事典』丸善出版、2012年、285-294頁、ISBN 978-4-621-08387-1。
- 「第1章」「第6章」鶴島博和 日本語版監修『オックスフォード ブリテン諸島の歴史 第7巻 ―17世紀 1603年-1688年―』慶應義塾大学出版会、2015年、ISBN 978-4766416473。
- ヘンリー・ジェンキンズ著『コンヴァージェンス・カルチャー: ファンとメディアがつくる参加型文化』渡部宏樹、阿部康人との共訳、晶文社、2021年、ISBN 9784794972484。

### 個人出版
北村は個人出版社としてISBNを取得しており、以下のように表象文化論学会や日本歴史学協会の取り組みを出版している。
- 北村紗衣 編著『共感覚の地平 ――共感できるか?』北村紗衣 発行、2012年4月、ISBN 978-4-9906091-0-8。[98]
- 西洋史若手研究者問題検討ワーキング 編著『西洋史若手研究者問題アンケート調査最終報告書』北村紗衣 発行、2015年1月、ISBN 978-4-9906091-2-2。[99]

### 連載
- 「あなたの感想って最高ですよね！　遊びながらやる映画批評」（2024-） - 太田出版のWebマガジン『OHTABOOKSTAND』
- 「素面のダブリン市民」（2024-） - 書肆侃侃房のWebマガジン『web侃づめ』
- 「汗牛充棟だより」「ヨーロッパ最後の英語圏から」（2021-） - 白水社のPR誌『白水社の本棚』
- 北村紗衣の記事一覧 - アルクが運営する『ENGLISH JOURNAL』
- 北村紗衣の記事一覧（2015-2023） - サイゾーが運営するWebマガジン『wezzy』
- 北村紗衣の記事一覧 - 講談社現代ビジネスのサイト
- 「ウィキペディアとフェミニスト批評」（2020） - 世界思想社が運営するWebマガジン『せかいしそう』

### 対談
- 「北村紗衣×キャトリン・モラン 王子様を夢見るシンデレラストーリーはもうたくさん!」『週刊文春WOMAN』第11号、文藝春秋〈文春ムック〉、2021年秋号、89-92頁、ISBN 978-4-16-007032-5。

## 主な著作

### 学位論文
- The Role of Women in the Canonisation of Shakespeare : From Elizabethan Theatre to the Shakespeare Jubilee. Doctoral thesis. King's College London. (October 2013)（英語）[7][注 11]

### 学会誌・論文
- 「J・M・クッツェー作『夷狄を待ちながら』における月経の表現」、『英文学研究 支部統合号』第3巻、2011年、149-167頁。
- 「トーク&トーク 情報社会から融合社会へ ―仮想と現実が融合する社会での情報のガバナンスと信頼性を考える―」、『情報の科学と技術』第67巻第5号、2017年、241-250頁。
- "A Shakespeare of one’s own: female users of playbooks from the seventeenth to the mid-eighteenth century", Palgrave Communications 3 (2017) 17021.
- 「ウィキペディアにおける女性科学者記事」『情報の科学と技術』第70巻第3号、2020年3月、127-133頁、doi:10.18919/jkg.70.3_127。
- 「我々にもオシァン・ジュビリー祭を！ーシェイクスピア・ジュビリー祭と、とあるスコットランドのファンの夢」『Shakespeare Journal』第6巻第59号、2020年3月、11-21頁、NAID 40022212256。

### 紀要
- 「歪んだ王冠と道化 ―クレオパトラの死と女王の二つの身体―」、『比較文学・文化論集』第24巻、2007年、1-17頁。
- 「雅にして強かなる罠 ―『アントニーとクレオパトラ』における紳士の形成の危機―」、『比較文学・文化論集』第25巻、2008年、1-16頁。
- 「イギリス・ルネサンスにおける「クレオパトラ文学」--シェイクスピアのクレオパトラとその姉妹たち」『超域文化科学紀要』第14号、2009年、69-87頁。
- 「おネエと女とフリークス ―『お気に召すまま』と『ヘドウィグ・アンド・アングリー・インチ』―」『比較文学・文化論集』第26巻、2009年、26-44頁。
- 「孤独とミソジニー ―岡田利規演出『友達』―」『比較文学・文化論集』第27巻、2010年、9-12頁。
- 「A Kiss as an Erotic Gift from Cleopatra : Gift-Giving in Antony and Cleopatra」『武蔵大学人文学会』第46巻第1号、2014年、231-252頁。

## 出演

### ラジオ番組
- 『アフター6ジャンクション』 TBSラジオ、2019年4月10日[100]、7月3日（ウィキペディア特集）[72][101]、12月27日[102]、2020年7月27日[103]、12月25日[104]、2021年9月22日、2022年12月28日、2023年3月23日、2024年9月18日（ウィキマニア特集）[21][65]。
- 『若狭敬一のスポ音』 CBCラジオ、2020年12月12日「光山雄一朗の気になったので聞いてみました 第5回 ウィキペデイアの知らない世界に誘います!」[105]。
- 『FUTURESCAPE』 FM横浜、2021年2月6日[106]。
- 『村上信五くんと経済クン』文化放送、2021年10月30日[21]。

### テレビ番組
- グレーテルのかまど（NHK Eテレ、2019年8月5日）[107]
- マツコの知らない世界「ウィキペディアの世界」（TBS、2019年9月3日）[76][注 12]